# Assedio di Erivan (1804)
L'assedio di Erivan (antico nome di Erevan, l'attuale capitale dell'Armenia) ebbe luogo dal luglio al settembre 1804, durante la guerra russo-persiana combattuta tra il 1804 e il 1813. Dopo una difficile avanzata fino a quella che allora era la capitale del khanato di Erivan, le truppe russe, comandate da Pavel Tsitsianov, misero la città sotto assedio. I persiani, comandati dal principe della corona Abbas Mirza riuscirono però a difendere la città, tagliando le linee di rifornimento avversarie e respingendo con successo il nemico.

## Antefatti
Nel 1801, sfruttando il momento di turbolenza politica in Iran, l'impero russo annetté ai propri territori il regno di Cartalia-Cachezia, nell'attuale Georgia orientale, una regione che aveva fatto parte dei domini persiani per secoli. Un anno dopo, nel 1802, Pavel Tsitsianov, forte sostenitore dell'imperialismo e dell'espansionismo russo, il quale nutriva pochissima stima sia degli abitanti del Caucaso che degli iraniani, fu nominato viceré del Caucaso. Nel gennaio 1804, Tsitsianov condusse le truppe russe all'invasione dell'Iran, ponendo sotto assedio la città di Gäncä, nell'odierno Azerbaigian, la quale, dopo un mese, cedette, venendo conquistata e razziata; ben 3 000 iraniani vennero massacrati nei tre giorni di saccheggio. Questo fu di fatto l'inizio della guerra russo-persiana che si protrasse dal 1804 al 1813.
Dopo la presa di Gäncä, Tsitsianov proseguì alla volta di Erivan. Una volta giunto a Echmiadzin, vicino Erivan, celebre per essere la città più sacra dell'Armenia, il suo esercito si scontrò con quello del principe della corona e comandante Abbas Mirza, il quale costrinse Tsitsianov e le sue truppe a ritirarsi. Pochi giorni dopo, però, i russi tornarono a Echmiadzin, cogliendo di sorpresa le forze persiane e sconfiggendole e riprendendo così la propria marcia verso Erivan, a difesa della quale si posero anche le truppe sopravvissute alla precedente sconfitta presso Echmiadzin.

## L'assedio
Alla fine di giugno, Tsitsianov arrivò a Erivan e, supportate da un pesante bombardamento, le truppe russe attaccarono la città, a difesa della quale sia era posto lo stesso scià di Persia, Fath Ali Shah Qajar.
Non appena i russi posero sotto assedio la cittadella, gli iraniani, combattendo con più coraggio ed efficacia di quanto i russi si sarebbero aspettati, riuscirono a tagliare le linee di comunicazione degli invasori. Così, durante l'assedio, la parte di cavalleria mobile dell'esercito persiano riuscì ad impedire che i russi ricevessero rinforzi e rifornimenti, mentre la guarnigione di Erivan riuscì a respingere con successo i vari attacchi diretti portati dagli assedianti. Alla fine, nel settembre 1804, Tsitsianov interruppe l'assedio e fece ritirare le proprie truppe.

## Conseguenze
Dopo aver fatto ritorno nel governatorato della Georgia, uno dei gubernija del vicereame del Caucaso, Tsitsianov fece il suo rapporto all'imperatore Alessandro I di Russia, scaricando peraltro le colpe del fallimento dell'assedio sui suoi generali subordinati. In particolare, stando a quanto sostenuto da Tsitsianov, la persona su cui far ricadere la maggior parte dei motivi dell'insuccesso sarebbe stata il generale e principe Dmitri Petrovič Volkonsky, responsabile del fallimento nell'approvvigionamento delle truppe. Quello che però Tsitsianov non menzionò nel suo rapporto fu il fatto che l'area tra Erevan e la Georgia era controllata dai persiani, i quali impedivano ai contingenti russi di attraversarla, e che il governatorato della Gorgia aveva bisogno di ogni soldato disponibile per difendere i propri confini, non potendo quindi fornire uomini per scortare gli approvvigionamenti. Alessandrò I reagì con rabbia al mancato successo dell'azione e, dopo aver letto il rapporto di Tsitsianov, premiò quest'ultimo, sollevando invece dai propri incarichi Volkonsky. Pochi anni dopo, quando nel 1808 anche il successore di Tsitsianov, Ivan Gudovič fallì nell'assediare Erivan, Alessandro biasimo durante la sua spedizione, bollandola come "stupida" e sollevando il comandante da ogni incarico.
Dopo aver respinto l'assedio e in linea con il proprio solito protocollo, le truppe iraniane ricevettero l'ordine di sciogliersi per l'inverno e le istruzioni su come ricostituirsi per la primavera del 1805, in vista di una nuova campagna.